# Bataille de Caravaggio
La bataille de Caravaggio eut lieu le 15 septembre 1448 dans la campagne entre les localités Caravaggio et Fornovo San Giovanni situées à l'extrémité méridionale de l'actuelle province de Bergame entre la république ambrosienne de Milan et la république de Venise. La victoire fut remportée par les Milanais.

## Histoire

### Localisation
La bataille de Caravaggio est un combat qui s'est déroule le 15 septembre 1448 dans la campagne entre les localités de Caravaggio et Fornovo San Giovanni, à l'extrémité méridionale de l'actuelle province de Bergame.

### Déroulement
La bataille opposa les armées de l'éphémère république ambroisienne de Milan conduites par le condottiere Francesco Sforza à celles de la république de Venise sous les ordres du condottiere Michele Attendolo.
La victoire fut remportée par les Milanais qui mirent à sac le camp ennemi et emportèrent un important butin. Parmi les participants de la bataille, figure Alessandro Sforza qui avait la charge de surveiller un pont avec ses compagnons Manno Barile et Fiasco da Giraso. Un moment en difficulté, il a été secouru par deux compagnies de chevalerie guidées par Mariano di Calabria et dal Turco. Ce mouvement se révéla décisif vu que la chevalerie lourde des forces vénitiennes n'était pas capable de combattre sur le terrain marécageux. Après la victoire il resta en poste à Caravaggio.

## Pertes
Selon :
- Paul Jove, il y eut seulement 7 morts ;
- Andrea Navagero il y eut beaucoup de morts ;
- Storie Bresciane : 6 000 soldats de Brescia et 3000 de Bergame ont été réduits en pièces ou dispersés et des Vénitiens seulement 1 500 cavaliers furent épargnés[1].

### Après la bataille
Francesco Sforza, fort de son succès dirigea son armée vers Brescia qui devait lui échoir à la suite du pacte conclu entre lui-même et la République ambroisienne qui néanmoins chercha à conclure la paix avec Venise au détriment du condottiere, mais le 18 octobre c'est finalement Francesco Sforza qui trahit Milan et conclut avec la République vénitienne l'accord de Rivoltella qui lui permit de s'octroyer le territoire compris entre le Tessin et le Sesia, se réservant pour lui-même celui compris entre les fleuves Tessin et Adda.
Au cours du mois de décembre, avec l'aide du marquis Guillaume VIII de Montferrat, il conquit Pizzighettone, Binasco, Rosate, Abbiategrasso, Varèse, Legnano et Busto Arsizio.

## Citation dansLe Princede Machiavel
Dans Le Prince de Nicolas Machiavel au XIIe chapitre consacré aux milices mercenaires :« E' Milanesi, morto il duca Filippo, soldorono Francesco Sforza contro a' Viniziani; il quale, superati gli inimici a Caravaggio, si congiunse con loro per opprimere e' Milanesi suoi patroni. »
« Dans les temps modernes, les Milanais, à la mort de leur duc Philippe [ Visconti, se trouvaient en guerre contre les Vénitiens ; ils ] prirent à leur solde Francesco Sforza : celui-ci, ayant vaincu les ennemis à Carravaggio, s'unit avec eux pour opprimer ces mêmes Milanais qui le tenaient à leur solde. »

## Sources
- (it) Cet article est partiellement ou en totalité issu de l’article de Wikipédia en italien intitulé « Battaglia di Caravaggio » (voir la liste des auteurs).